# Kim Sasabone
Kim Sasabone (Salvador, 1 de abril de 1974) é uma cantora nerlando-brasileira. Conhecida mundialmente por ser uma das integrantes do grupo de música eletrônica Vengaboys.

## Biografia

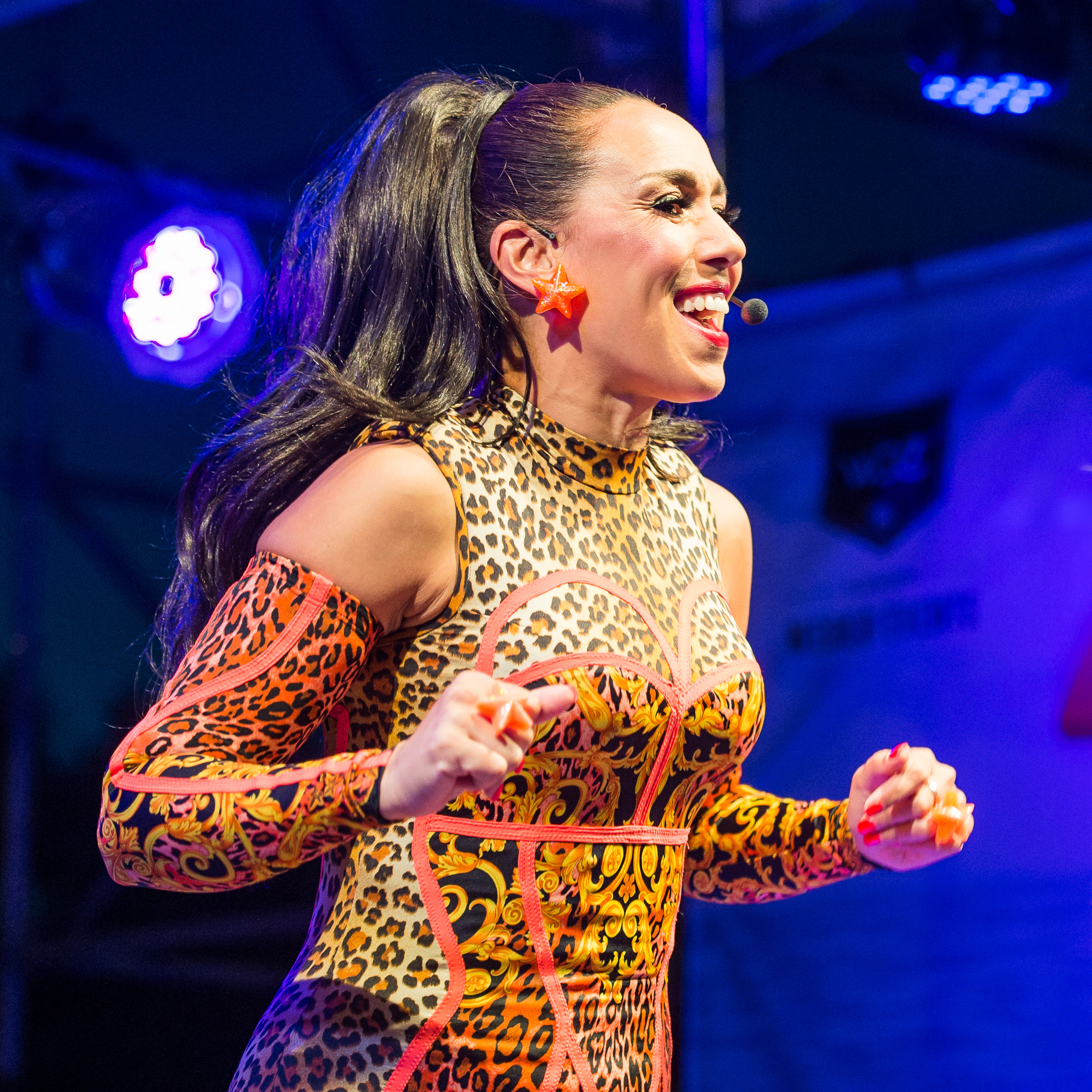
Kim, em 2016.

Kim foi autodidata, seus pais adotivos holandeses não lhe deram a mesma educação que foi dispensada à irmã (Esther-Clair Sasabone) e ela não chegou a concluir a faculdade.
Em 2011, afastada dos Vengaboys, abriu uma franquia do campo de ginástica The Bootcamp Club, em Zevenbergen, ao mesmo tempo em que mais tarde voltou a se juntar ao grupo Vengaboys, do qual havia se afastado, pois durante alguns anos encerraram as apresentações.
Em 29 de outubro de 2013, teve sua primeira filha, Joveyn, com o namorado Nick Kazemian.
Com a Copa do Mundo de 2014, o grupo Vengaboys realizou um remake da música "To Brazil" (que passou a ter o título de "2 Brazil"), divulgando um clipe com imagens de uma viagem anterior de Kim ao país. Neste mesmo ano, ela deixou o Bootcamp, para dedicar-se ao retorno do grupo; em 2016, o grupo realizava cento e vinte apresentações em todo o mundo.